# Икономика на Казахстан
Икономиката на Казахстан е пазарна и развиваща се. Страната е богата на обработваеми земи и залежи на въглища, петрол и цветни метали. Страната заема водещо място в ОНД по промишлено развитие. БВП на човек от населението достига 13 600 щатски долара. Делът на промишлеността в БВП е 40%, на селското стопанство – 38%, а на търговията и услугите – 22%. По официални данни частният сектор произвежда над 30% от БВП. Националната парична единица, въведена на 15 ноември 1993 г., е тенге и е свободно конвертируема и стабилна валута.

## Историческо развитие

### След 1991 г.
Подобно на другите страни от СССР, преходът на Казахстан към пазарна икономика е съпроводен със значително съкращаване на БВП и инфлация до 1600%. Въпреки инфлацията над 17% в периода 1992 – 2001 г., през 1997 – 1998 г. се наблюдава известен ръст на производството в рамките на 10% инфлация.
До започването на приватизацията през 1991 г., държавната собственост е била над 90%. Към началото на 21 век нейният дял е все още сравнително висок, но частните предприятия са вече 80% и произвеждат 50% от БВП. Малката приватизация е изцяло завършена през 1997 г. Държавата възнамерява да запази присъствието си в някои стратегически отрасли – добив и пренос на нефт, железопътен и въздушен транспорт, пренос на електроенергия, добив на уран.
Либерализирането на външната търговия е обявено с декрет през 1995 г., като то се изразява преди всичко в премахване на експортните квоти и на експортните и импортните лицензи. Това обуслявя бързотото нарастване на външнотърговският обмен на страната. Към 60% от износа се пада на суровините: нефт и нефтопродукти, черни и цветни метали, минерални торове. Изнасят се и различни метални изделия, машини, неорганични химикали, текстилни изделия, зърно, месо и вълна. Вносът се състои най-вече от машини и съоръжения (30 – 40%), химикали (10%), електрооборудване, транспортни средства, текстил, хранителни стоки, напитки, тютюн и цигари. Основен търговски партньор е Русия (43% от износа и 48% от вноса). Останалите страни от ОНД формират 12% от износа и 20% от вноса. В последно време относителният дял на търговията с ОНД намалява. Други по-важни търговски партньори са Китай, Южна Корея, Турция, Германия, САЩ, Швейцария и Нидерландия. Казахстан участва в митнически съюз с Русия и Беларус, за който действат нулеви митнически ставки при взаимния стокообмен. Подобно споразумение има и с Киргизстан. Средното равнище на митата за внос на стоки е 15%.
Съгласно данните на Световната банка за икономическото състояние на Казахстан след спада през 1998 г. в резултат на руската криза, през 1999 г. БВП отново е нараснал с 1,7%. За 2000 г. икономическите показатели на страната са най-добрите от началото на реформите през 1991 г. Ръстът на БВП е 9,6% – 3 пъти над планираното в началото на годината, а очакваният ръст за 2001 г. е 5,5%. Инфлацията през 2000 г. е удържана на ниво 9,8%, за 2001 г. прогнозата е 8%. Външният дълг е 12,3 млрд. щ.д.
По данни на Агенцията за статистика на Казахстан значителното оживление в икономиката на страната, започнало от края на 1999 г., се дължи главно на благоприятната конюнктура на международните пазари за нефт и цветни метали. Значителният ръст на промишленото производство е постигнат основно благодарение на миннодобивната и преработващата индустрия. С най-високи темпове е нараствал добивът на суров нефт и природен газ, както и на цветни метали. Устойчивият ръст на добива на енергоносители, които са ключови за експорта на Казахстан, е свързан най-вече с ръста на световните цени на петрола, които стимулират нефтодобивните предприятия на страната да се ориентират към износ. Обемът на експорта на нефт е нараснал за една година с 16%, а на добива – с 12%.
През 1999 г. средната месечна заплата е нараснала с 13,4% спрямо 1998 г. и е била около 92 щ.д. (най-високата в ОНД), като максимални са заплатите във финансовата сфера (215 щ.д.), а най-ниски – в селското стопанство (35 щ.д.). За 2000 г. този показател е 110 щ.д. Безработицата в края на 1999 г. е била около 4% и е запазила нивото си през 2000 г.

## Работна ръка
В Казахстан работниците не са задължени да се включват в работнически съюзи, но присъединяването е дълъг и труден процес. Минималната възраст за работа е 14, но само за непълен работен ден. Децата между 14 и 18 гозини имат законова защита от животозастрашаваща работа. Обичайната работна седмица е 48 часа.

## Специализация

### Животновъдство и растениевъдство
Повечето от обработваемата земя е в северната част на страната. Основни растителни култури са картофи, плодове и зеленчуци. По-малка част от обработваемите площи са отделени на културни растения като памук, слънчоглед, захарно цвекло и лен. Казахстан е единствената страна от СССР, която изнася жито. През периода на съветско управление са свръхизползвани изкуствени торове много от почвите биват изтощени и околните води – неизлозваеми.
70% от площта на Казахстан е пасища. През 2001 г. в страната са регистлирани 19,7 милиона пилета, 8,4 милиона овце и 1,7 милиона прасета. Риболовът е съсредоточен в Каспийско море.

### Нефтодобив и газодобив
Съществена роля за икономическия потенциал на Казахстан играят природните ресурси – страната е богата на въглища, нефт, природен газ, редица черни и цветни метали, злато, уран, боксит. Значителните запаси от полезни изкопаеми привличат интереса на крупни чуждестранни компании. Държавата също полага големи усилия за привличане на чужди капитали в най-важните отрасли на икономиката. Насърчаването и защитата на чуждестранния капитал се регулира с над 20 законодателни и нормативни акта. През 2000 г. обемът на преките чужди инвестиции е бил над 1 млрд. щ.д., което се сочи като най-добър резултат в ОНД.
По обобщени данни за 1999 г. Казахстан със своите 5,7 млрд. щ.д. заема второ място сред страните от ОНД по инвестиции след Русия (9,2 млрд. щ.д.) и преди Азербайджан (3,2 млрд.), Украйна (2,7 млрд.), Туркменистан (762 млн.), Грузия (512 млн.), Узбекистан (423 млн.), Беларус (346 млн.), Молдова (342 млн.), Киргизстан (309 млн.), Армения (265 млн.), Таджикистан (87 млн.). Общият брой на регистрираните предприятия с чуждестранно участие е 1400. Законът позволява репатриране на печалбата на чуждите и смесени компании. В страната работят фирми като Шеврон, Бритиш газ, Агип. В Казахстан инвестират Филип Морис, Део, Рижър Набиско. Преките чуждестранни инвестиции са най-големи в нефтената и газовата промишленост – 81%. Големите находища на нефт и природен газ дават основание на специалистите да сравняват Казахстан с богатите петролни държави от Близкия изток. Казахстан е вторият след Русия производител на нефт в ОНД, но липсата на пристанища и нефтопроводи затруднява развитието на отрасъла.
Наблюдават се множество чуждестранни инвестиции в черната металургия, добивите на природен газ и нефт, цветната металургия. Развити са и свързаните с черната и цветната металургияотрасли – машиностронене на  трактори и други селскостопански машини, електродвигатели. В добива на метали участват канадски, японски и британски компании. Тежката, хранително-вкусовата и леката промишленост се развиват почти изцяло на базата на местни суровини.
Повечето нови предприятия в Казахстан са създадени от руски, турски, германски и щатски компании. Основни инвеститори са САЩ – 73% от общата сума на преките инвестиции, Великобритания – 4,7%, Китай – 4%, Турция – 3,7%, Германия – 2%. Международните финансови институции отреждат на Казахстан водещо място в привличането на преки инвестиции сред развиващите се страни.
От инфраструктурните проекти се работи основно по стратегическите връзки между Югоизточна Азия и Европа. Най-голямо развитие е получил проектът за т.нар. Трансазиатска жп магистрала, която преминава през териториите на Туркменистан, Иран и Турция към Европа. Тя ще води началото си в Китай, а ще завършва в Истанбул. Друг важен проект е транспортният коридор ТРАСЕКА, свързващ Европа с Кавказ и Средна Азия и достигащ Китай и Монголия. Проектът предвижда построяване на скоростна магистрала между Алмати и Бишкек. Планирани са строителство и реконструкция на 5 стратегически летища, в това число в Алмати и Астана. Съвместно с компаниите „Шел“, „Мобил“ и „Шеврон“ се разработват проектите за транскаспийската система тръбопроводи.

### Минна дейност
Страната е сред водещите производители на Be, Bi, Cd, Cr, Mg, Re, Ti, U, As, барит и Mo.

### Услуги
В Казахстан действат 71 банки, от които 1 държавна, 1 международна и 23 с чуждестранно участие. Общият брой на филиалите е 526. Едва 3% от банковите активи са държавни. Работят 2 фондови и 9 стокови борси. Застрахователните компании са 73, лизинговите – 79. 